# 上海大世界

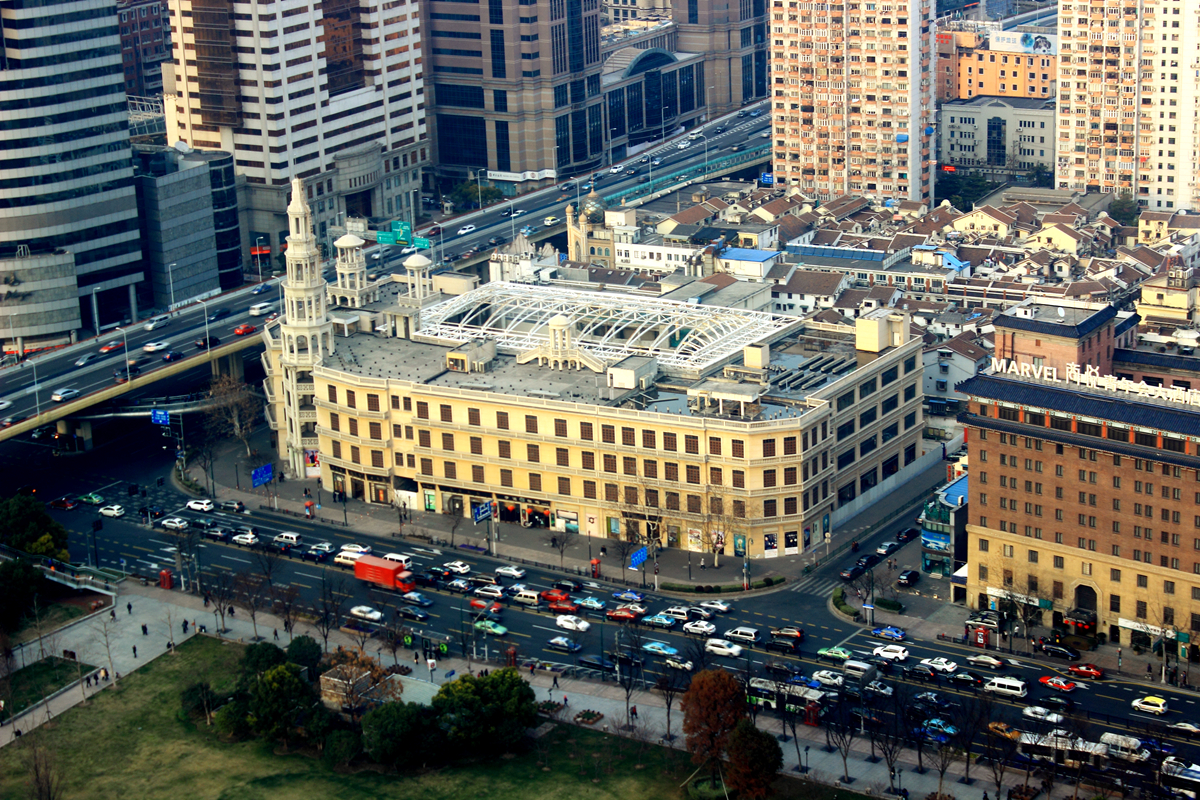
俯瞰大世界

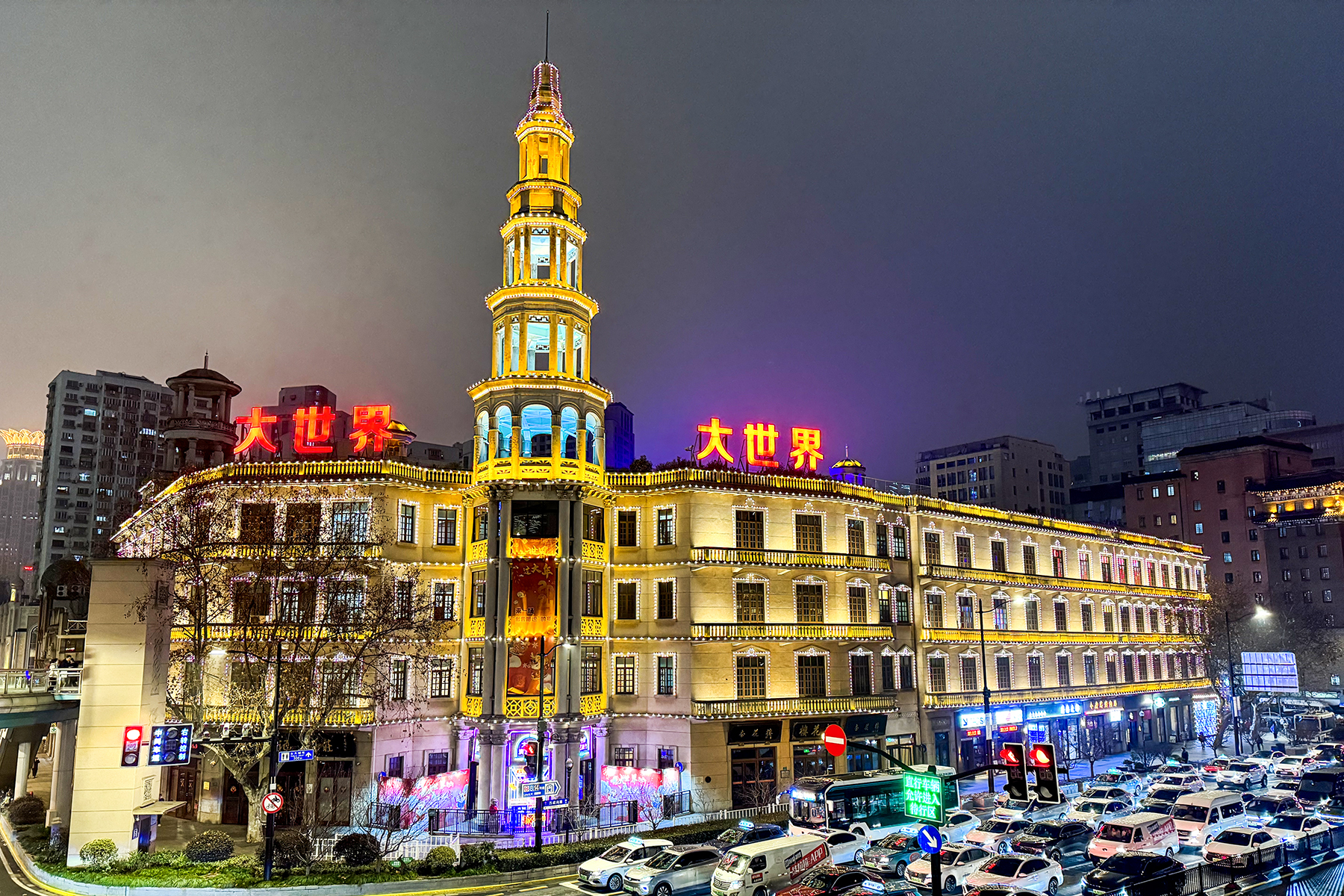
2024年的大世界

上海大世界，又名大世界遊樂中心、大世界遊樂場，簡稱大世界，是位於上海的一個大型機動遊樂場，由黃楚九於1917年創立，1928年重建，設施至今如是。有稱「不到大世界，枉來大上海」。1989年当选为上海市文物保护单位。
上海大世界地址位於西藏南路、延安路交叉口，軌道交通人民廣場站及大世界站之間。

## 歷史
1937年8月14日曾發生大世界墜彈慘案，上海市两千民眾死傷。
大世界，曾改名「人民遊樂場」，後來1958年恢復原名，在1974年又改名為上海市青年宮，1981年1月25日大世界又復業，改名為「大世界遊樂中心」，当时的大世界由“游乐世界”、“博览世界”、“竞技世界”、“美食世界”四部分组成，曾推出八大系列游乐项目。
2003年5月起为修缮而停业。2016年1月13日，在上海市政协2015年优秀提案奖获得者与媒体见面会上，上海市政协常委、市旅游委原主任道书明透露，“大世界”将于2017年復業。。2016年12月28日试运营，2017年3月正式开放。
2020年7月31日，大世界演艺夜市正式启动。此後每周五、六、日三天的夜場時間，大世界將上演剧目。

## 圖片
- 1928年重建前的大世界
- 1930年代的大世界
- 1937年8月14日大世界墜彈慘案現場
- 2005年的大世界

## 相關
- 黃金榮，1931年曾經以七十萬圓當上大世界的老闆。 在中华人民共和国成立後在此地當清潔勞動示眾。
- 周惠南，當年滬之著名建築師，始建第一代的上海大世界遊樂場。
- 新世界，上海南京路、西藏路口游乐场、百货商店。